# نبردناو دیدرو
نبردناو دیدرو (به انگلیسی: French battleship Diderot) یک کشتی بود که طول آن ۱۴۴٫۹ متر (۴۷۵ فوت ۵ اینچ) بود. این کشتی  در سال ۱۹۰۹ ساخته شد.